# Hrvatski božićni običaji
Hrvatski božićni običaji dio su hrvatske tradicije. Uz slavlje Božića razvili su se brojni običaji poput kićenja božićnog drvca na Badnjak, odlaska na misu polnoćku, pjevanja božićnih pjesama i darivanja. Prije Božića, vrijeme je priprave, koje traje oko mjesec dana od početka došašća. Predvladavaju osjećaji iščekivanja, nade i čežnje. Posebno se obilježavaju dani sv. Barbare, sv. Nikole, sv. Lucije i sv. Tome. Božićna pšenica sije se na sv. Barbaru ili sv. Luciju. Djeca se posebno raduju sv. Nikoli, kada dobivaju poklone u čizmice, a zločesta djeca šibu od Krampusa. U nekim krajevima postoje običaji djetinjci, materice i očići, koji se događaju u tri tjedna do Božića. Brojni običaji za cilj imaju želju za blagostanjem, dobrim urodom, napretkom i dobrim zdravljem. Badnjak je bogat raznim običajima poput unošenja slame u kuću, svečanog uređenja blagdanskog stola, pripreme božićne hrane i odlaska na sv. misu polnoćku. Božić je dan, kada se s puno radosti, nade i žara u svečanom, veselom raspoloženju slavi Isusovo rođenje. Proslavlja se u krugu obitelji, a sljedeći dan na dan sv. Stjepana posjećuju se rođaci, prijatelji i susjedi i s njima se svečano proslavlja uz bogatu trpezu. Na svetog Ivana, narednog dana, blagoslivljalo se vino, a slama se iznosila iz doma i postavljala na voćke, da bi bolje rodile naredne godine. Na dan Nevine dječice, koji je sljedeći dan, čest je običaj tzv. šibanja, kada bi se ljudi lagano udarali vrhovima šiba, obilježavajući bol ubijene dječice. Djeca su se blagoslivljala na misama. Na Novu godinu međusobno bi se čestitalo, ali bi ugođaj bio manje intiman za razliku od božićnog.
Svršetak dvanaestodnevnice, dvanaest božićnih dana, blagdan je Sveta tri kralja ili Bogojavljenja. Na taj se dan spominjemo triju mudraca koji su darivali Isusa, odlazi se na misu, skidaju se ukrasi te završava blagdansko razdoblje. Blagoslivljaju se kuće za narednu godinu, a blagoslovljenom su se vodom blagoslivljali i vrtovi te buduće ljetine. Često su božićne pjesme pjevali tzv. zvjezdari odjeveni u tri kralja noseći zvijezdu. Za očuvanje hrvatskih božićnih običaja od zaborava najviše se zalagao Antun Radić, utemeljitelj hrvatske etnografije.

## Došašće
Došašće ili advent vrijeme je priprave za Božić. Do 16. stoljeća, trajalo je 6 tjedana, a od tada traje 4 tjedna. Predvladavaju osjećaji iščekivanja, nade i čežnje. Ključne osobe u došašću su sv. Ivan Krstitelj i Blažena Djevica Marija. Sv. Ivan Krstitelj preteča je Isusova dolaska i priprema narod za Isusovo djelovanje te je poveznica između Staroga i Novoga zavjeta. Blaženoj Djevici Mariji posvećuje se rane jutarnje sv. mise – zornice, koje su vrlo raširene u hrvatskom vjerničkom puku, pogotovo u sjevernim krajevima. Počinju prije zore, dok se još nije razdanilo. Imaju svečan ugođaj. Hrvatske adventske pjesme imaju marijansko obilježje. Neke od poznatijih su: "Padaj s neba", "Zlatnih krila", "O Marijo, ti sjajna zornice", "Poslan bi anđeo Gabrijel", "Ptičice lijepo pjevaju", "Visom leteć ptice male". U tim adventskim pjesmama izražava se radost skorom dolasku Božića i potiče se vjernike, da se duhovno pripreme za blagdan Božića te se iskazuje se poštovanje prema Blaženoj Djevici Mariji. 
U pojedinim krajevima u različito vrijeme počinju prave priprave za Božić. U nekim krajevima BiH, gdje žive Hrvati, priprema počinje već na dan sv. Katarine Aleksandrijske 25. studenog. Od tada do Božića nema više vjenčanja i većih proslava uz što postoji i izreka: "Sveta Kata zatvara vrata".

### Adventski vijenac
U novije se vrijeme proširio običaj izrade adventskog vijenca s četiri svijeće, a na svaku bi se adventsku nedjelju palila po jedna svijeća. Plete se od zimzelenih grančica, ali tako da nema početka ni kraja što označuje vječnost. Čine ga dva temeljna simbola - krug i svijeće odnosno svijetlo. U vijenac se umeću četiri svijeće koje označuju četiri razdjelnice u ljudskoj povijesti: stvaranje, utjelovljenje, otkupljenje i svršetak. Prve adventske nedjelje pali se prva svijeća i tako redom da do Božića gore sve četiri. Svjetlo svijeća označava dolazeće svjetlo Isusa. Adventske svijeće, izvorno crvene i bijele boje upućuju na Isusovu žrtvu i pobjedu. Prema dugoj tradiciji na vijenac stavljale su se tri ljubičaste svijeće, znak pokore i obraćenja kao pripreme Isusova dolaska i jedna ružičasta, koja se palila kao izraz radosti zbog Isusova rođenja. Prema jednoj tradiciji, prva svijeća nazvana je prorokova svijeća, druga betlehemska, treća pastirska, a posljednja svijeća anđela. Postupno paljenje svijeća, znak je približavanja Božića.

### Sveta Barbara
Na dan sv. Barbare 4. prosinca, u pojedinim hrvatskim krajevima postoje razni običaji. Najvažniji je običaj sijanja pšenice. U nekim krajevima pšenica se sije kasnije na dan sv. Lucije (13. prosinca). Običaj sijanja pšenice seže porijeklo od starodrevnih kultova prizivanja dobre ljetine. Time se provjerava klijavost pšenice i procjenuje kakva će biti ljetina sljedeće godine. Susjedi se posjećuju i procjenjuju čija je pšenica gušća, viša, bujnija i zelenija. Vjeruje se, da je to znak da će sljedeća godina biti rodna i uspješna. Kada pšenica naraste, oko nje se veže vrpca od hrvatske trobojnice. U Virju u Podravini, zrna pšenice sijala su se u kudelju, a novije vrijeme u pamuk, da se duže sadrži vlaga i da pšenica bolje raste. U Podravini se dan sv. Barbare zove i "Barbarinje" i "Mali Božić". 
U Slavoniji su na dan sv. Barbare počinjali božićni ophodi. Susjedi dolaze jedni drugima i govore: "Hvaljen Isus! Čestitam vam sv. Barbaru! Rodilo vam se, telilo se, ždrebilo se, prasilo se, jagnjilo se, macilo se i leglo se! Živi i zdravi bili!" Ukućani odgovaraju: "Živ i zdrav i ti bio!" Tada domaćin donese domaću slavonsku kobasicu, da se počaste.
U selima oko Zagreba na sv. Barbaru također dolaze čestitari, koji se ponegdje zovu i barbaroši ili položajeki. Dođu domaćinu u kuću, sjednu i kažu na kajkavskom narječju: "Da bi vam tak trdo kvočke sedile kak' mi." 
U južnoj Dalmaciji na Pelješcu i u Konavlima priprema se varica od više vrsta žitarica. Svatko pojede dio uz riječi: "Koliko zrna, toliko uboraka". 
U Vratišincu u Međimurju, djeca su obilazila od kuće do kuće i recitirala: "Sedam, sedam, posedam. Slavu Bari pozdravljam. Dej vam Bog pijičev, voličev, teličev, puričev, praščiće, račiće, kruha i vina, božega mira pak največ." Domaćini su ih darivali orasima, suhim šljivama, kockama šećera i lješnjacima. 

### Sveti Nikola
U vrijeme došašća, slavi se i dan sv. Nikole 6. prosinca, negdje zvan i "Nikolinje". Tada se darivaju djeca po uzoru na sv. Nikolu biskupa, koji je prema legendi noću potajno kroz prozor donosio darove siromašnim ljudima. Sv. Nikolu prate anđeli i Krampus ovisno, da li se radi o dobroj ili zločestoj djeci, koja od Krampusa dobivaju šibu, koja je obično zlatne boje. Djeca čiste svoje čizmice i stavljaju ih u prozore prije nego što idu spavati, noć prije dana sv. Nikole. U jutro, kad se probude, dočekaju ih čizmice pune poklona. 
U nekim krajevima središnje Hrvatske, ukućani se sakriju ispod prozora i zveckaju lancima, plašeći djecu, da prolazi Krampus i tako ih potiču, da budu poslušna i dobra. 
U okolici Petrinje, mještani su se oblačili u biskupsku odoru i darivali djecu voćem, idući od kuće do kuće. Uz sv. Nikolu išao je i Krampus, koji ima crveni izbeljeni jezik, kravlje rogove, naopako obučen kaput i na leđima nosi košaru u koju kupi zločestu djecu. U Donjoj Lomnici u Turopolju, Krampus je djeci dijelio "krampusove bombone" tj. ukrašene repe. Tamo su se na dan sv. Nikole održavala i "spravišča" (mjesna vijeća) na kojima su se birali ljudi, koji će predstavljati zajednicu i biti članovi nekadašnje Plemenite općine Turopolje.
U Podravini su se na ovaj dan "zapijali mlinjari", tj. radili su se ugovori s mlinarima, a poslije se slavilo uz pečenku i piće. Ako se netko zvao Nikola (Nikša, Mikula, Mika) dolazili su mu čestitari čestitati imendan, a on ih je pogostio. Pjevale su se pjesme prigodnice i rugalice: "Miško z brkači z vinom se vrači. Miku-laaa! Pod peć je legel, pak je ozebel. Mi-ku-la! Mi-ku-la".
Za vrijeme komunističkog režima, nastojalo se potisnuti tradiciju sv. Nikole. Organizirale su se podjele darova, koje je umjesto sv. Nikole donosio Djed Mraz. Ime je preuzeto iz ruskog jezika (rus. "Дед Мороз" - "Ded Moroz"). Djed Mraz je dobroćudni starac duge bijele brade, s crvenom kapom na glavi, odjeven u crveni zimski kaput bijelih rubova. Posljednjih desetljeća zove se "Djed Božićnjak" umjesto "Djed Mraz".

### Sveta Lucija
Na dan sv. Lucije, 13. prosinca, brojni su običaji širom Hrvatske. Do Božića je ostalo još 12 dana. U Slavoniji postoji običaj promatranja vremena svaki dan do Božića. Svaki od tih 12 dana predstavlja jedan mjesec sljedeće godine. Ako je vrijeme sunčano ili maglovito ili kišovito, vjeruje se da će takvo vrijeme biti taj pojedini mjesec u sljedećoj godini, kojeg predstavlja pojedini dan od sv. Lucije do Božića. Na sv. Luciju, djevojke upisuju imena 11 momaka na papiriće, a jedan ostave praznim. Svaki dan vade jedan papirić i spale ga. Vjeruju, da je ime koje posljednje ostane - ime momka za kojeg će se udati. A ako je posljednji papirić prazan, sljedeće godine neće se udati. U nekim sjeverozapadnim krajevima u zemlju se stavi 12 komadića crvenog luka. Poslije se po vlažnosti, procjenjuje kakvi će biti mjeseci u sljedećoj godini. 
Na Svetu Luciju sijala se božićna pšenica kao simbol plodnosti, novog života i njegove obnove. Samim svojim izgledom davala je zelenilo i nadu usred zime i snijega, a služila je i kao blagoslov ljetine istodobno ukrašavajući domove. Isti običaj postoji i u Italiji i Portugalu, ali nije toliko raširen. Pšenica bi rasla sve do Božića, kada bi se uredila. Često bi se ukrasila hrvatskim bojama - crveno-bijelo-plavom trobojnicom, a katkad se unutar nje stavljala jabuka ili pak svijeća. Što je pšenica bila gušća i zelenija, vjerovalo se da će biti bolja ljetina naredne godine. Poslije božićnih blagdana pšenicu se davalo pticama, da se taj sveti dio Božića ne bi uništio.
Na isti se dan darivaju djeca u Slavoniji i Dalmaciji. Dječaci obilaze kuće s dobrim željama kod Hrvata u Mađarskoj, a čestitari kod bačkih Bunjevaca zažele, da kvočka čvrsto sjedi na jajima. Hrvati u okolici Sarajeva obilazili su kuće tražeći tko će im što dati. Obično su im darivali jaja, ponešto novaca i sl. 
Budući, da je sv. Lucija zaštitnica očiju postoje i običaji vezani za to. Taj dan štede se oči pa se ne rade ručni radovi u okolici Zagreba, kod Hrvata u Bosni i bačkih Bunjevaca. Postoje i pohodi djevojaka omotanih u bijele plahte s nožem i tanjurom i dva oka neke od domaćih životinja. Sveta Lucija često se prikazuje na slikama na taj način, jer se vjeruje da je ostala bez očiju. 
U Velikoj Gorici se na dan sv. Lucije održavao veliki predbožićni sajam, na kojem su Turopoljke kupovale nove cipele.

### Djetinjci, materice i očići
Ovi običaji događaju se u tri tjedna prije Božića. U južnoj Dalmaciji i istočnoj Hercegovini, na djetinjce stariji ljudi traže, da im djeca darivaju voće kao otkupninu. Na materice traži se otkupnina od žena, a na očiće otkupnina od muškaraca. Običaji postoje u Zagori, Sinjskoj krajini, kod Bunjevaca u Bačkoj i Hrvata u BiH. Otkupninu većinom čine slatkiši, orasi, lješnjaci i drugo uglavnom suho voće. Bližoj rodbini darivali su se i rupčići, maramice. Posebno je svečano kada zet prvi put posjeti punicu. Ponegdje su se darivale jabuke u koje su bile umetnute kovanice.

### Dan sv. Tome
Dan sv. Tome Apostola, 21. prosinca, ponegdje se zove i Tucin dan ili Tučin dan. Tada se rade velike pripreme za Božić. Pripremaju se božićne pečenke i peku božićna peciva. U Bosni peciva imaju posebne nazive: kruvokriž, sv. Toma mlivosija i sl. Radi se okrugli kruh na koji se urezuju križevi, razne šare i modelirani likovi. Na Jadranu, osim okruglih kruhova, mijese se i kruhovi različitih oblika. Često se u panonskim krajevima naprave dva kruha: jedan za Badnjak, a drugi za Božić. Čistile su se i mele kuće. Pripremalo se dovoljno drva za ogrjev. Prala se posteljina i krevetnina. 

## Badnjak
Ime Badnjaka povezano je s riječju "bdjeti" (stsl. bad) jer se na taj dan bdjelo čekajući Isusovo rođenje. Zbog samog običaja bdjenja i nekadašnje situacije bez električne struje i modernih sprava, bilo je nužno osvijetliti prostorije svijećama, koje su ujedno postale i simboli novog života i nade. Izrađivale su se posebne svijeće, tzv. voštanice, a često su se povezivale tri svijeće hrvatskom trobojnicom. Običaj je i sjećanje na preminule ukućane te molitva za njih.
Na sam su se Badnjak ukućani rano ustajali, a žene su napravile božićni objed, pospremile dom i spravile nemrsnu hranu za večeru, jer se na Badnjak posti. Muškarci su pak hranili stoku, koja je trebala biti spokojna zbog božićnih svetkovina, a također su pripremali drva za ogrjev i nabavljali hranu koju bi domaćice potom pripravljale. 
Na Badnjak postoje brojni običaji, kojima je svrha želja za blagostanjem, dobrim urodom, napretkom i dobrim zdravljem. Od Badnjaka do Sveta tri kralja na stolu je stajao božićni kolač – božičnjak, nekada i više njih. Bio je okrugao s rupom u sredini s raznim ukrasima po sebi. Ponegdje u Dalmaciji, ako je bilo više božičnjaka stavljali su se jedan na drugi, a kroz rupu u sredini zatakla bi se grančica masline, bršljana ili svijeća. Božićni kolači različitih su oblika, ukrasa i naziva. U okolici Sinja, u jugozapadnoj Bosni i istočnoj Hercegovini radila se pogača, koja se davala ovcama i magarcima uz malo vina iz bukare. U Slavoniji i Srijemu pekle su se lepinje za domaće životinje. Na njima su se od tijesta radile sise: za krave četiri sise, za svinje dvanaest sisa, za koze i ovce dvije. Mijesile su se i lepinje, koje bi se jele, da grlo ne boli, a poslije se pila rakija od meda. 
Budući da se na Božić ništa nije radilo, u dane prije Božića temeljito se čistila kuća i staja, pripremala se hrana za božićne dane, te hrana za domaće životinje. Djeca su se kupala i uređivala, šišalo ih se i radile su im se frizure.
Na Badnjak na stolu su poslagani: orasi, lješnjaci, rogači, bademi, smokve, jabuke, kako u kojem kraju što uspijeva. Obično su se blagovala jela od ribe, grah i med npr. med s češnjakom, riba na razne načine, brodet s palentom, a od kolača fritule, fanjci, gibanice i badnjača (vrsta kruha). Prije Badnje večere upalila se svijeća i izmolila molitva. Jela su bila bez mesa, masti te posna.
U nekim krajevima na stol se stavi posuda s raznovrsnim žitaricama u koju se utakne božićna svijeća te jabuke božićnice i blagoslovljena voda. Neki na stol stavljaju i alate i oruđe: lemeš, crtalo, jaram, konjski ham, bič, torbu, lance, vile i sl. 
Kuća se u Podravini nije mela do Nove godine, a jako se pazilo, da se na Badnjak ne ugasi vatra u ognjištu.
U Crnome Dabru na Velebitu, na Badnjak su se okupljali mještani tog i susjednih sela, koji su bili i po šest mjeseci odsječeni od ostatka svijeta, zbog dubokog snijega. Zajedno su pričali priče o svojim precima, jeli bakalar i salatu od graha, pili vino s otoka Paga te pucali iz pušaka i kubura. Nakon 1976. godine u selu više nitko ne živi, preselili se u druge krajeve.

### Badnjak i slama
Stari je običaj bio unijeti na dan prije Božića tri velika panja, koja simboliziraju Sveto Trojstvo i postaviti ih pored ognjišta. Iz njihove vatre palile su se svijeće, a često bi se u vatru u kojoj su ti panjevi gorjeli dodao dio gozbe i pića, a njihova bi vatra trebala donijeti mir i dobro ukućanima. Badnjakom se nazivao i samo jedan veliki panj ili pak velika zelena grana, koju se obično prislanjalo uza zid, bilo s vanjske, bilo s unutarnje strane doma. Kad bi otac obitelji unosio badnjak, čestitao bi ukućanima koji bi mu potom uzvraćali.
U kuću je obično otac obitelji unosio slamu koju bi se rasprostrlo po podu, simbolizirajući Isusovo rođenje u staji na slami. O tome govore i stihovi pjesme Radujte se narodi:

Vidi Božje otajstvo u podrtoj štalici

I tko trpi uboštvo na toj tvrdoj slamici.

Slama se u Podravini donosi u plahti, a u okolici Petrinje u košari. Slama bi se postavila pod stolom pjevajući božićne pjesme. Često su žene izvlačile slamke, koja bi uhvatila dužu, imala bi veću i bolju preslicu. Od ostatka slame pravili su se vijenci i snopovi, koji su simbolizirali plodnost i dobar urod ili bi se slama postavila na stol prekrivena, najčešće bijelim, stolnjakom. Na slami se sjedilo i pričalo sve do odlaska na misu polnoćku, a često se po noći na njoj i spavalo, simbolizirajući samog Isusa.
Važnu ulogu ima i božićno zelenilo, premda je na selu manje zastupljeno od slame. Važan simbol je i božićno žito. Na jugu Dalmacije i Hercegovine, raznim grančicama ukrašava se unutrašnjost kuća. Na Pelješcu se badnjak okiti ružmarinom, maslinom i lovorom te prelije vinom i pšenicom. Pjeva se: "Gombin, gombinje, zdravje i veseje, dušam na spasenje".

### Božićno drvce
Premda je kićenje božićnog drvca star običaj, u hrvatskim krajevima on nije bio raširen sve do sredine 19. stoljeća, uglavnom utjecajem njemačke tradicije te prostorno-političkih dodira. Bez obzira na to što kićenje drvca nije bilo rašireno, domovi su se prije svejedno na Badnjak kitili cvijećem i plodovima, a posebno zelenilom, a to su najčešće činila djeca. Isprva su se kitila bjelogorična stabla, a poslije zimzelena, i to voćem, najčešće jabukama, ali i šljivama, kruškama te raznim slasticama i ukrasima izrađenim od papira, najčešće lanci te razne niti. Čest su i lijep ukras bili pozlaćeni orasi i lješnjaci kojima se kitilo drvce, a najčešće su se postavljale svijeće, simboli nade i božanstva. Poslije su se postavljali i komadići vate, voska ili papira koji su simbolizirali snijeg na drvcu i tako su ga ukrašavali. Imućniji su imali posebne figurice i ukrase.

### Jaslice
Ispod drvca redovno su se stavljale jaslice, izrađene najčešće od drva. Ostaju do blagdana Bogojavljanja, a u crkvama do blagdana Krštenja Isusova. One su prikaz Isusova rođenja. Sastoje se od pomičnih ili nepomičnih figurica Djeteta Isusa, Djevice Marije, sv. Josipa te pejsažnih kulisa. Složenije jaslice imaju i mnoge druge likove poput pastira, anđela, svetih triju kraljeva i dr. Vol i magarac su često sastavni dio jaslica. Isprva su bile samo u crkvama i kod imućnijih ljudi, a često je postojalo "nadmetanje" tko će napraviti ljepše jaslice. Najstarije se hrvatske jaslice nalaze na otočiću Košljunu te potječu iz 17. stoljeća. Najljepše jaslice obično su imali franjevci, jer one i potječu od njih. Prve jaslice postavio je sv. Franjo Asiški u talijanskom mjestu Grecciju 1223. godine. Jaslice su često nosili pjevajući koledari.
Kada su zazvonila zvona na anđeoski pozdrav (u 19h), otac obitelji upalio je svjećice na božićnom drvcu i na jaslicama, kleknuo s djecom, sklopio ruke i zapjevao: "Narodi nam se kralj nebeski". U Hrvatskom zagorju organizirala su se hodočašća mladeži, kako bi vidjeli jaslice u većim crkvama Hrvatskog zagorja.

### Polnoćka
Poslije večere na Badnjak, još se malo sjedilo i razgovaralo, pjevalo ili molilo, a poslije se ljudi okupljaju na ulicama i odlaze na sv. misu polnoćku (ponoćka, ponoćnica ili polnoćnica). Pri tome se pjeva i ponegdje puca iz mužara i karabita. Neki su propješačili velike udaljenosti po snijegu, da bi došli do crkve ili kapelice. Svi se oblače u svečanu odjeću ili narodne nošnje.
Sveta misa polnoćka jedna je od najsvečanijih misa u godini i jedina, koja se slavi u pola noći. Prije polnoćke, obično je prigodan uvodni program u kojem se izvode božićni igrokazi i recitacije. Za čitanje Evanđelja, od starine se izabire Lukin izvještaj o rođenju Isusa u Betlehemu za vrijeme cara Augusta (Lk 2, 1-14).
Na polnoćki se prvi puta pjevaju božićne pjesme, koje su sastavni dio bogoslužja. Uobičajen je ovaj redoslijed božićnih pjesama: "Kyrie Eleison", "Svim na zemlji mir veselje", "Dvorani neba", "U to vrijeme godišta" (u Dalmaciji: "U se vrime godišča"), "Radujte se narodi". Postoje i drugi redoslijedi i druge božićne pjesme, nije svugdje isto. Obično se na kraju izvodi "Tiha noć". 
Nakon polnoćke, okupljeni vjernici jedni drugima čestitaju "Sretan Božić" i vraćaju se svojim kućama. Poslije polnoćke često je obilato jelo s mesom, božićnim kolačima i pićima. 

## Božić
Ujutro ukućani jedni drugima čestitaju Božić. Za obilan i bogat doručak jede se pečenica s hrenom, hladetina, domaće kobasice, kulen, slanina, pršut sa sirom i maslinama. 
Na Božić se često odlazilo na tri mise, za početak na polnoćku na sam Badnjak na kojoj bi se dočekao Božić, zatim na ranojutarnju misu zornicu, tzv. malu misu gdje se obično pričešćivalo, a na poldanicu, danju ili velu misu odlazilo se po danu. Na mise su djevojke često odlazile u različitim svečanim haljinama i svečanim narodnim nošnjama. 
Žene su dan prije pripremile bogati božićni jelovnik, a ručak je bio svečan i bogat te je za stolom okupljao cijelu obitelj. Jelo se: juhu, meso - razne pečenke s povrćem, hladetinu, sarmu, pirjani kiseli kupus, kiselu repu, krumpir, razne vrste kruha (božićna pogača, česnica, krsnica, božićnjak, križnica), peciva, voće i brojna druga jela. Od slastica jedu se: torte, orehnjače, makovnjače, kolači od oraha, rogača, sira, suhi sitni kolači, paprenjaci, smokvenjaci, medenjaci, muškaconi, prace i sl. 
Na prvi dan Božića, obično se ostajalo kod kuće, a drugi dan Božića ide se u posjet rođacima i susjedima. Koledanje ili čestitarenje činilo se pjevajući tradicionalne božićne pjesme, a čestitare bi se često darivalo. 
Mladići su djevojkama često kao tradicionalni božićni dar darivali tzv. božićnicu, ukrašenu jabuku. Prvi posjetitelj koji bi posjetio kuću na Božić, tzv. polaznik ili položar, trebao bi biti zdrav, krepak, veseo što bi domu donijelo sreću, a često su se unaprijed domovi dogovarali o "slučajnom" posjetitelju, da se ne bi izazvalo nesreću. Ako bi pak na Božić padala kiša, vjerovalo se, da će uroditi sve što se okopava motikom.

### Božićne pjesme
Hrvatske božićne pjesme pripadaju među najbrojnije, najraznovrsnije i najljepše božićne pjesme na svijetu. Neke su vrlo stare, a neke su nastale prije 100 godina ili u novije vrijeme. Hrvatski pavlini objavili su prvu veću zbirku božićnih pjesama pod nazivom "Cythara octochorda" 1731. godine. U toj pjesmarici nalazi se i pjesma: "Narodi nam se kralj nebeski". Još je starija pjesma "U se vrime godišća (U to vrijeme godišta)" koja je nastala na hrvatskom Jadranu. Ostale poznate božićne pjesme su: "Svim na zemlji", "Radujte se narodi", "Oj, pastiri", "Veselje ti navješčujem" i mnoge druge. Sve su te pjesme nadahnute Evanđeljem pa su prepjevano Evanđelje. Izriču duboke i lijepe osjećaje, koje je narod doživljavao u božićno vrijeme slaveći utjelovljenje Božjeg Sina u osobi Isusa Krista. Većina autora nije poznata. Zna se da pjesma "Spavaj, spavaj, djetiću" potječe iz Grohota na Šolti, pjesma "Marija se majka trudi" potječe iz Međimurja, a "Hajde, braćo, da idemo" bunjevačka je božićna narodna pjesma.

### Dan sv. Stjepana
Drugi dan Božića slavi se dan sv. Stjepana Prvomučenika (Štefanje, Stipanje). Tada se mnogi običaji ponavljaju kao i na prvi dan Božića. Ide se na sv. misu, posjećuju se rođaci, prijatelji, kumovi, susjedi. Slave se svetac zaštitnik i imendani. 
Bio je običaj, da se u istarsko selo Trstenik dođe iz susjednih sela jašući na konjima i mulama. Kasnije je običaj napušten, jer se više nisu uzgajali konji i mule. 
U nekim krajevima iznosi se slama iz kuće na dan sv. Stjepana. Na otoku Braču, toga dana bile su igre mladeži. 

### Blagoslov domova i obitelji
Na drugi dan Božića započinje blagoslov domova i obitelji. Obično traje do Bogojavljanja, ovisno o broju vjernika u župi. U manjim sredinama, može biti samo jedan dan. 
Na selu je župnik svečano išao po kućama u pratnji ministranata u bijelim haljinama i sakristana, koji je imao kadionicu s tamjanom (jedan od darova Sveta tri kralja). Za blagoslov se priprema čista i uredna soba, najčešće dnevni boravak. Na stolu je križ, svijeća (koja gori za vrijeme blagoslova) i posuda s blagoslovljenom vodom i grančicom (najčešće s božićnog drvca), kojom svećenik poškropi dom. Netko od ukućana dočeka svećenika na vratima doma i uvede ga. Svećenik pozdravlja riječima: "Mir kući ovoj", a svi odgovaraju "I svima koji prebivaju u njoj!" Svećenik izmoli molitve i blagoslovi ukućane i dom svetom vodom te podijeli svete sličice, najčešće s božićnim motivima. Ukućani darivaju svećenika milodarom. 
Nekada se na vratima ispisivalo kredom: G + M + B, a danas se lijepi sveta sličica na kojoj piše "Mir i blagoslov, G + M + B, te godina". G, M i B početna su slova imena Sveta tri kralja: Gašpara, Melkiora i Baltazara.

### Kolenda
Ponajviše na Jadranu postoji običaj koledanja. Grupe ophodnika idu po mjestu od kuće do kuće i čestitaju ukućanima Božić i Novu godinu uz prigodne božićne pjesme. Obično su muškarci različite dobi. Grupe kolendara obično su pjevale cijelu noć, a domaćini su ih častili suhim smokvama, narančama, rogačima, raznim slasticama, sokovima, vinom, rakijom a u novije vrijeme i novcem. Postoje razne pjesme poput ove: "Kolojani, kolojajte ovde, na dobu vam Mlado lite dojde." Kolendari mogu nositi i razne glazbene instrumente, najčešće mandoline, gitare i harmonike, čijim sviranjem uljepšavaju kolendu. Povijest kolendavanja seže daleko u prošlost, a najstariji pisani tragovi se mogu pronaći u 13. stoljeću unutar Statuta Dubrovačke Republike iz 1272. godine.
Običaj kolendavanja očuvan je u Dubrovniku i okolici do danas, a kolenda se pjeva u noći Badnjaka i Stare godine. Današnje kolendavanje očuvano je u promijenjenom obliku, a najomiljenije je kod djece, no i grupe odraslih kolendara u ove dane pjesmom na Stradunu i starim gradskim ulicama svojim sugrađanima i gostima čestitaju blagdane. 

## Poslije Božića

### Dan sv. Ivana
Na dan sv. Ivana (Januševo, Ivanja, Ivanuš) 27. prosinca,  blagoslivlja se vino u crkvi. Dio vina se spremi, a dio popije sa željom za dobro zdravlje. Na sjeveru Hrvatske, na taj se dan najčešće iznosi božićna slama iz kuće. Daje se domaćim životinjama, a dio se stavlja ispod kokoši, koje će se nasađivati. Vjerovalo se, da božićna slama ima blagoslovljeno, posvećeno djelovanje.  
U Sinjskoj krajini, čuva se pepeo s badnjaka iz ognjišta i njime se u proljeće posipaju voćke, vinova loza i kukuruzi, vjerujući da ima ljekovita svojstva.  

### Nevina dječica
Dan Nevine dječice slavi se 28. prosinca. Zove se i Šibarjevo, Šibalice, Mladenci ili Mladinci (Dalmacija, Hercegovina, Slavonija). To je dan, kada se Crkva sjeća nevine dječice, koje je dao pogubiti židovski kralj Herod bojeći se, da će novorođeni Isus zauzeti njegovo prijestolje pa je naredio, da se poubijaju svi dječaci u Betlehemu i po svoj okolici, od dvije godine naniže (Mt 2,16), nadajući se da će među njima biti i Isus.
U nekim se krajevi, već na dan sv. Ivana pripremaju šibe za Šibarjevo. Ujutro se ukućani žure zateći susjede nespremne u krevetu i išibati ih. Tada nastane borba, koja se odigrava po cijeloj kući i dvorištu. U Sinjskoj krajini, roditelji lagano udaraju djecu šibom, a poslije ih darivaju suhim voćem i slatkišima. 
U Ivčević Kosi u Lici postoji običaj, da momci posjećuje djevojke na taj dan u njihovim kućama. Lijepo se obuku, tamburaju i pjevaju. Ukućani ih lijepo prime, a djevojke im darivaju jabuke, lješnjake i uštipke. Momci se zahvale, sviraju i odu do sljedeće kuće, u kojoj ima djevojaka.

### Nova godina
Brojni običaji postoje i za Novu godinu (Mlado lito, Mladi Božić), ali ih nema toliko koliko za Božić. U ranom srednjem vijeku, Božić je bio početak godine, a kasnije je to postala Nova godina. Postoje ophodi čestitara i darivanje u sjeverozapadnoj Hrvatskoj. U Ivčević kosi u Lici, djevojka daje darove uz riječi: "Ja tebe darujem kruhom i novcem, a ti meni daj zdravlje i veselje". Ponegdje u dinarskim krajevima ponovno se pali badnjak. 
Za Novu godinu obilat je blagdanski stol s kaloričnim jelima kao što su: sarma, hladni pečeni odojak s hrenom, pečena purica s mlincima, svinjetina iz rasola, pečene domaće kobasice, vinski gulaš i slastice: orehnjača, makovnjača, torta, fritule, uštipci, suhi kolači. Pije se šampanjac.

### Sveta tri kralja
Sveta tri kralja slave se 6. siječnja, kada završavaju katolički božićni običaji, a nastavljaju se pravoslavni božićni običaji. Još se zove i Vodokršće ili Vodobočci, jer se na taj dan svećenik blagoslivlja vodu. Posljednji se put pali božićna svijeća, završava blagoslov domova i obitelji te se uklanjaju božićna drvca iz domova. 
U sjeverozapadnim i sjevernim krajevima npr. u okolici Zagreba i Bjelovara uobičajeni su bili ophodi zvjezdara. To je grupa od tri dječaka, koji drže betlehemsku zvijezdu od kartona. Zovu se i betlemehari ili svjećari. Obilazili su kuće, nekad i uz pratnju dječaka koji su svirali te pjevali: "O Sveta tri kralja o blažen vaš dan, kad Sveti Kralj Mladi bil z neba poslan". Pri tome su dobivali poklone od mještana svojeg i drugih sela.

## Galerija
- Adventski vijenac.
- Sveti Nikola s anđelima i Krampusima.
- Božićna pečenka.
- Božićni kolači.
- Fritule
- Jaslice u Zagrebačkoj katedrali.
- Božićni krijes.
- Anđeo od čipke.
- Božićno drvce
- Jaslice u kapucinskoj crkvi Gospe Lurdske u Rijeci.
- Medenjaci.